# Pizzino

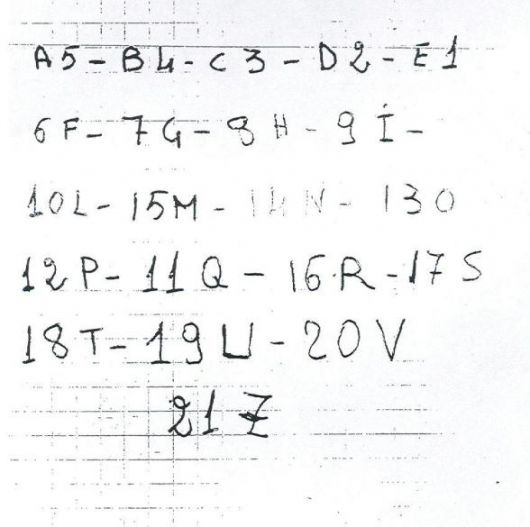
Trozo de papel

Pizzino (pl. pizzini) es una palabra italiana derivada de pizzinu, su equivalente del siciliano. A pesar de que su significado general es “pequeña pieza de papel”, ahora se usa principalmente para referirse los papelitos que la Cosa Nostra siciliana usa para las comunicaciones importantes. El que fuera máximo dirigente de la Cosa Nostra siciliana Bernardo Provenzano, es uno de los más conocidos por el uso del pizzino, sobre todo en sus instrucciones que indicaban que Matteo Messina Denaro debía convertirse en su sucesor.
Provenzano usaba una versión del Cifrado César, supuestamente usado por Julio César para las comunicaciones en las campañas militares. Es una codificación simple y antigua: implica el desplazamiento de cada letra del alfabeto tres lugares hacia delante. 
La policía italiana tuvo la oportunidad de leer muchos pizzini cuando algunos allegados de Provenzano se convirtieron en informantes. Una vez en posesión de pizzini suficientes, la policía fue capaz de descifrar el código rápidamente.
- Datos: Q1082074